# Albrecht IV (Saksonia-Lauenburg)
Albrecht IV Sachsen-Lauenburg (ur. 1315, zm. 1343) – najstarszy syn Jana II von Sachsen-Lauenburg i hrabiny Elżbiety Schauenburg und Holstein-Rendsburg (ur. 1300, zm. przed 1340), siostry Gerarda III Wielkiego. W 1321 r. Albert IV po śmierci ojca stał się nowym księciem Sachsen-Bergedorf-Mölln, podczas gdy jego matka Elżbieta do tej pory pełniąca funkcję regenta, wyszła ponownie za mąż za Eryka Christoffersena (ur. 1307, zm. 1331), syna króla Krzysztofa II i następcę tronu Danii.

## Małżeństwa i potomstwo
Albert był dwukrotnie żonaty, w 1334 roku poślubił Beatę Schwerin (zm. przed 1341), córkę Gunzelina VI, hrabiego Schwerin, w 1341 roku poślubił Zofię Werle-Güstrow (ur. 1329, zm. 5 września 1364) córkę Jana II Werle-Güstrow. Obie żony w czasie wypraw męża były regentkami Saksonii. Z Beatą Albert miał następujące dzieci:
- Jan III Sachsen-Lauenburg-Bergedorf-Mölln (ur. 1330, zm. 1356)
- Albert V Sachsen-Lauenburg-Bergedorf-Mölln (ur. 1330, zm. 1370)
- Eryk III Sachsen-Lauenburg-Bergedorf-Mölln (ur. 1330, zm. 1401)